# Granen, Dalarna
Granen är en sjö i Gagnefs kommun i Dalarna och ingår i Dalälvens huvudavrinningsområde.